# ایئن
ایئن (به ژاپنی: 永延 Eien)؛ نام یک عصر تاریخی ژاپنی (نِنگُو) بود. این عصر بعد از کاننا (دوره) و قبل از ایسو قرار داشت و از آوریل ۹۸۷ تا اوت ۹۸۸ میلادی به طول انجامید. در طی این عصر، امپراتور ایچیجو امپراتور ژاپن بود.